# Festival de Cine de L'Alpe d'Huez
El Festival de Cine L'Alpe d'Huez (en francés: Festival international du film de comédie de l'Alpe d'Huez) es un festival de cine francés dedicado al cine de comedia que fue creado en 1997. Se celebra cada año en Alpe d'Huez durante la tercera semana de enero y ofrece una programación compuesta por numerosas proyecciones, tanto cortometrajes como largometrajes, de acceso gratuito. Las proyecciones tienen lugar durante toda la jornada en las salas del Palacio de Deportes y Congresos de Alpe d'Huez. Las películas de la selección oficial, en competencia y fuera de competencia, se proyectan en preestreno nacional en presencia de los elencos y equipos técnicos de las películas.

##### Edición 2025
La 28.ª edición se celebró del 13 al 19 de enero de 2025, con un jurado presidido por Elsa Zylberstein. Diez películas en competición, entre ellas siete óperas primas, entre las que destacaron Reglas del arte, de Dominique Baumard, que recibió el premio especial del jurado; Iremos, de Enya Baroux le valió a Hélène Vincent y Juliette Gasquet un premio conjunto de interpretación femenina. El premio del público fue otorgado a El respondedor, de Fabienne Godet.
- Premio Grand Prix: Avignon, de Johann Dionnet.[3]